# Darüşşafaka
 (novembre 2015).
Si vous disposez d'ouvrages ou d'articles de référence ou si vous connaissez des sites web de qualité traitant du thème abordé ici, merci de compléter l'article en donnant les références utiles à sa vérifiabilité et en les liant à la section « Notes et références ».
Maillots
Le Darüşşafaka est un club turc de basket-ball basé à Istanbul, fondé en 1914, évoluant en deuxième division turque. Ce dernier remporte son premier titre européen en 2018, l'EuroCoupe.

## Historique
En 2015, le club participe pour la première fois de son histoire à l'Euroligue.
En 2017, le Doğuş Group arrête son partenariat avec le club, pour s'associer au Fenerbahçe et le club reprend son nom de Darüşşafaka.
À l'issue de la saison 2024-2025, le club est retrogradé en deuxième division, la Türkiye Basketbol Ligi.

## Palmarès
- EuroCoupe (1)
  - Vainqueur : 2018
- D2 Turque (1) 
  - Vainqueur : 2014

## Personnalités du club

### Entraîneurs
- 1957-1958 :  Yalçın Granit
- 1994-1995 :  Erman Kunter
- 2004-2006 :  Ahmet Çakı (en)
- 2013-2014 :  Orhun Ene
- 2014-2016 :  Oktay Mahmuti
- 2016-2018 :  David Blatt
- 2018 :  Ahmet Çakı
- 2018-2023 :  Selçuk Ernak (en)[2].
- 2023-2024 :  Yakup Sekizkök (en)
- 2024 :  Rüçhan Tamsöz (tr)
- 2024 :  Josh King (en)
- 2024-2025 :  Carles Durán Ortega (es)
- depuis 2025 :  Erdi Özten (intérim)

### Joueurs emblématiques
- Adrien Moerman
- Steve Rogers
- Scottie Wilbekin